# Anna (rapera)
Anna Pepe (La Spezia, 15 de agosto de 2003), conocida simplemente como Anna, es una rapera y cantante italiana.
Saltó a la fama en 2020 gracias al sencillo Bando, con el que se convirtió en la artista más joven en alcanzar el primer puesto en la lista de sencillos italianos elaborada por FIMI. En 2024 lanzó su primer álbum de estudio Vera Baddie, que debutó en la cima de la lista FIMI, permaneciendo allí durante nueve semanas consecutivas.

## Biografía
Anna Pepe nació el 15 de agosto de 2003 en La Spezia, hija de Stella Sanvitale, escultora, y Christian Pepe, futbolista que jugaba como centrocampista y en el pasado disc jockey, que en los años noventa jugó en Spezia y Pergocrema/Cremapergo y también entrenó a los equipos juveniles de la Sampdoria.

### 2018-2022: Inicios y éxitos conBando
Se acercó al mundo de la música desde pequeña gracias a su padre, DJ, y tocando el piano. En 2018 comenzó a publicar algunos freestyles en Instagram, y luego colaboró en las canciones 24/7 y Holidays del rapero Anis. En marzo de 2019 publicó la canción Baby en Instagram y YouTube.
Posteriormente, entre 2019 y 2020, lanzó el sencillo Bando en varias plataformas de streaming de música, el cual sin embargo fue eliminado a las dos semanas por infracción de derechos de autor, ya que la canción está basada en un sampling de un beat del productor musical francés Soulker. A principios de 2020, firmó un contrato con Virgin Records y, gracias a la cesión de los derechos por parte de Soulker, reeditó el sencillo el 31 de enero de 2020,  entrando en rotación radial el 21 de febrero siguiente. A finales de febrero de 2020 el sencillo alcanzó la cima del Top Singles, siendo certificado oro a principios de marzo. Se mantuvo en la cima de las listas durante tres semanas consecutivas, del 28 de febrero al 19 de marzo, convirtiendo a Anna en la artista italiana más joven en encabezar las listas en su debut.  El single también alcanzó la primera posición en las listas de streaming italianas en Spotify y las primeras posiciones en las listas elaboradas por las plataformas iTunes y Shazam. Bando también ha recibido atención en el extranjero, siendo agregado a listas de reproducción oficiales de Spotify y radios en varios países como Francia y Estados Unidos. También entró en el ranking francés de los mejores singles de SNEP en el puesto número 92. El 24 de abril de 2020 se lanzó un remix oficial de Bando, con la participación de los raperos italianos Gemitaiz y MadMan, que en 2023 se incluyó en la banda sonora de la película Fast X.
El 8 de mayo, se lanzó el mixtape Dark Boys Club de Dark Polo Gang, que contiene la canción Biberon con la propia Anna y el rapero DrefGold. El 15 de mayo de 2020, se lanzó un nuevo remix de Bando, con el rapero alemán Maxwell, debutando en el número 80 en la lista de sencillos alemanes y en el número 70 en la lista suiza.  En ese mismo mes participó en el remix de Hasta la vista de Ghali, incluido en la reedición digital del álbum DNA de este último.
El 7 de octubre de 2020 se lanzó el segundo sencillo Bla bla, una canción creada en colaboración con el rapero Guè Pequeno, que debutó en el número 45 en la lista italiana Top Singles. Fast, un sencillo producido por Young Miles y acompañado de un vídeo musical, saldrá el 5 de noviembre. Después de ocho meses del lanzamiento de Fast, el 8 de julio de 2021 se lanzó el sencillo Squeeze 1,  seguido la semana siguiente por Drippin' in Milano: ambos sencillos fueron producidos por Young Miles.
En 2022 regresó a la escena musical con los sencillos 3 di cuori y Ma Jolie, creados junto a Lazza y Medy respectivamente. El 3 de junio del mismo año puso a disposición el sencillo Gasolina, producido por Drillionaire y Young Miles. Ambos sencillos anticiparon el lanzamiento del EP debut Lista 47, certificado oro a finales de año por FIMI.

### 2023-presente:Vera Baddie
En enero de 2023 aparece entre los artistas invitados en el álbum Madreperla de Guè, grabando con él y Sfera Ebbasta la cuarta canción Cookies n' Cream, que debutó en la cima del Top Singles, llevando una de las grabaciones de Anna al primer lugar en una lista italiana por segunda vez.  El 23 de marzo del mismo año lanzó el sencillo Energy. El 19 de mayo salió el single Vetri neri, en colaboración con Capo Plaza,  galardonado con seis discos de platino. En octubre se lanzó la canción Everyday de Takagi & Ketra en colaboración con Shiva y Geolier, canción que llegó al top 50 de Spotify en pocas horas y mantuvo el primer puesto del Top Singles durante siete semanas no consecutivas entre octubre de 2023 y enero de 2024. Más tarde recibió cuatro discos de platino. En noviembre del mismo año colaboró con Sfera Ebbasta en la canción Ciao bella, incluida en su álbum X2VR .  El 14 de diciembre del mismo año se estrenó Petit fou fou, en colaboración con Rhove . 
El 28 de junio de 2024 se lanzó su primer álbum de estudio, Vera Baddie, que contiene colaboraciones con Guè, Tony Boy, Thasup, Artie 5ive, Sfera Ebbasta, Niky Savage, Capo Plaza, Tony Effe y Sillyelly.  Todos los singles de 2024, a saber, I Got It, Los sencillos Vieni dalla Baddie, BBE con Lazza y 30°C precedieron a su lanzamiento. Desde su lanzamiento, el álbum ha pasado nueve semanas consecutivas en el número uno en las listas de álbumes italianos y ha sido certificado triple platino por haber superado el umbral de 150 000 unidades en cinco meses. Después de pasar once semanas consecutivas en el segundo lugar de la lista Top Singles, detrás de Sesso e samba de Tony Effe y Gaia, a finales de agosto el sencillo 30°C se convirtió en el cuarto número uno de la rapera en la lista y el segundo como solista.
Para promocionar el álbum, Anna realizó una gira de verano en el verano de 2024 y una gira de clubes por la península italiana el otoño siguiente. A finales de año, Spotify publicó el ranking de los artistas más escuchados del año país por país, que ve a Anna como la artista femenina más escuchada en Italia, así como la quinta artista italiana en general después de cuatro hombres.

## Influencias musicales
En una entrevista con Billboard Italia, Anna declaró que escucha hip hop tanto italiano como extranjero. En particular, cita como inspiraciones a algunas de las mayores exponentes femeninas del hip hop internacional, entre ellas Nicki Minaj y Cardi B, y algunos exponentes masculinos del hip hop italiano, entre ellos Lazza, Sfera Ebbasta y FSK Satellite.

## Discografía
- 2024 – Vera Baddie

## Giras
- 2024 – Anna Live Tour[55]
- 2025 – Vera Baddie Tour[56]

## Filmografía
- I soliti idioti 3 - Il ritorno, dirigida por Francesco Mandelli, Fabrizio Biggio y Martino Ferro (2024)

## Premios y reconocimientos
- Billboard Italia Women in Music
  - 2024 – Premio mujer del año[57]
- Future Hits Live
  - 2024 – Premio FIMI para Vera Baddie
- Music Awards
  - 2023 – Premio multiplatino al sencillo Vetri neri (con Ava y Capo Plaza)
  - 2024 – Premio multiplatino al sencillo Everyday (con Takagi & Ketra, Shiva y Geolier)